# Lennoxville
Pour un article plus général, voir Sherbrooke.
Lennoxville (en abénaki : Nikitotegwasis) est l'un des quatre arrondissements de la ville de Sherbrooke, au Québec (Canada). Il est le seul à posséder le statut bilingue français-anglais. 

## Géographie
Le territoire de l'arrondissement couvre principalement celui de l'ancienne municipalité de Lennoxville. Il est traversé par la rivière Saint-François, et son cœur est situé au confluent de la rivière Massawippi. Il mesure 29 km2 et occupe 8 % du territoire de la ville de Sherbrooke.

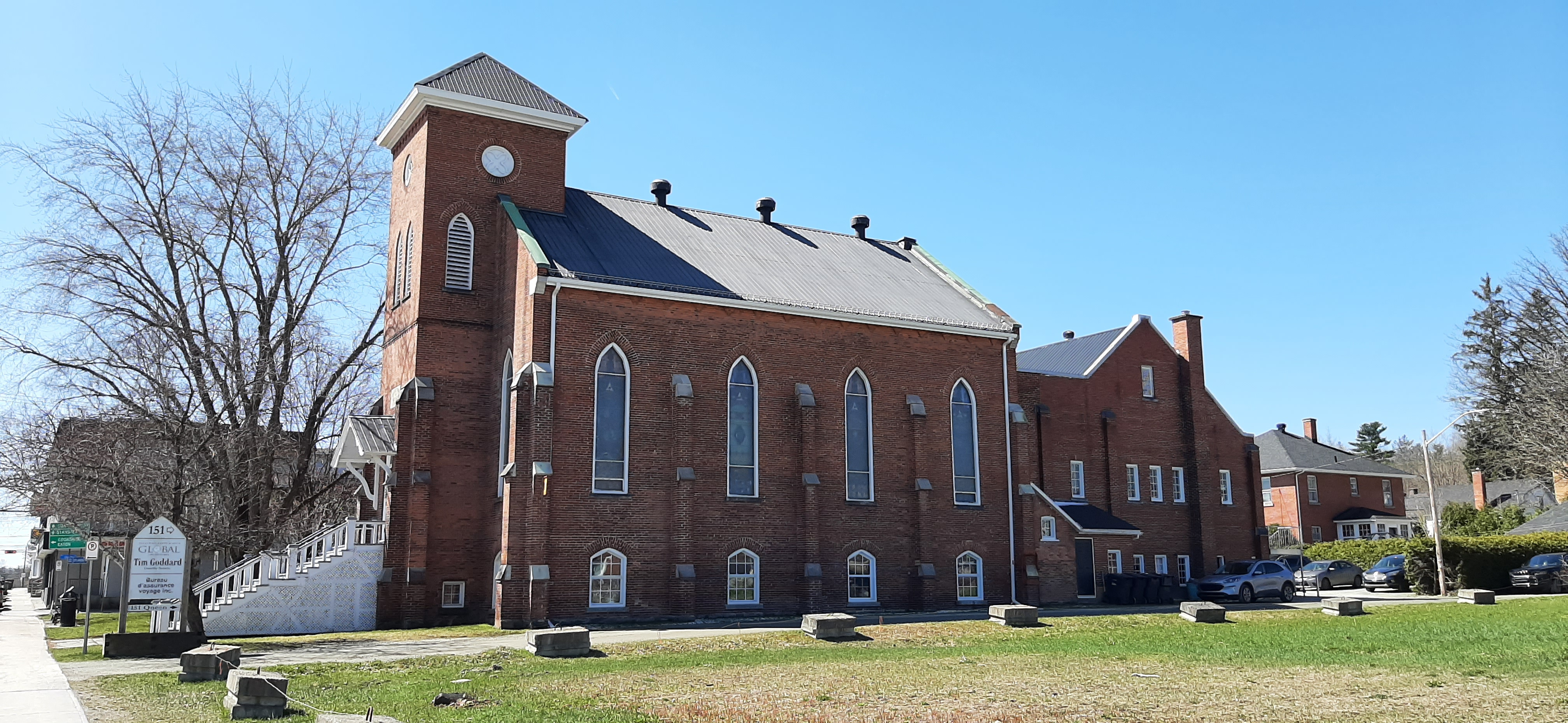
La United Church of Lennoxville située au 6, rue Church.

## Éducation
L'Université Bishop et le Collège régional Champlain sont situés sur le territoire de l'arrondissement.

## Démographie
Lennoxville compte 5 488 résidents permanents, auxquels s'ajoutent quelque 3 000 étudiants de l'Université Bishop, qui viennent augmenter considérablement la population durant l'année scolaire. Les habitants de Lennoxville sont pour la plupart anglophones, mais de plus en plus bilingues.

## Politique et administration
Depuis son regroupement avec la ville de Sherbrooke, Lennoxville est devenue un arrondissement de la nouvelle ville constituée.
Lennoxville jouit d'un statut particulier, seul un conseiller siège au conseil de ville, soit le représentant du district de Lennoxville (3.0) qui englobe la totalité du territoire de l'arrondissement. Les deux autres conseillers des districts d'Uplands (3.1) et de Fairview (3.2) siègent uniquement au conseil d'arrondissement de Lennoxville. Le conseil qui siège au conseil de ville est de facto le président de l'arrondissement. 

### Président d'arrondissement
- Douglas MacAuley (2001-2009)
- David Price (2009-2017)
- Claude Charron (2017 à aujourd'hui)

L'arrondissement est représenté par le district municipal de Lennoxville. L'arrondissement bénéficie d'un statut particulier qui lui confère deux districts d'arrondissement. Les conseillers d'arrondissement de ces deux districts ne peuvent siéger qu'au conseil d'arrondissement. Seul le président siège au conseil municipal.

### District de Lennoxville (3.0)
Le district de Lennoxville couvre l'ensemble du territoire de l'arrondissement, soit le territoire de l'ancienne municipalité de Lennoxville.
Conseiller
- Douglas MacAuley (2001-2009)
- David Price (2009-2017)
- Claude Charron (2017 à aujourd'hui)

### District d'Uplands (3.1) (district d'arrondissement)
Le district d'Uplands se situe dans le secteur nord-est de l'ancienne municipalité de Lennoxville.
Conseiller d'arrondissement
- William Smith (2001-2013)
- Linda Boulanger (2013-2017)
- Jennifer Garfat (2017 à aujourd'hui)

### District de Fairview (3.2) (district d'arrondissement)
Le district de Fairview se situe dans le secteur sud de l'ancienne municipalité de Lennoxville.
Conseiller d'arrondissement
- Mark McLaughlin (2009-2013)
- Claude Charron (2013-2017)
- Bertrand Collins (2017-2021)
- Guillaume Lirette-Gélinas (2021 à aujourd'hui)